# برومادو
برومادو هي بلدية باهيا، شمال شرق البرازيل، 555 كم من عاصمة الولاية، سلفادور. بمساحة إجمالية قدرها 207,612 كيلومتر مربع، والمنطقة الحضرية قياس 2174 كيلومتر. و454 متر فوق مستوى سطح البحر. ووفقا للمعهد البرازيلي للجغرافيا والإحصاء (IBGE)، في عام 2016 كان يقدر عدد سكانها 69,473 نسمة. مؤشر التنمية البشرية (HDI) هو 0.656 (متوسط). ويطلق على المدينة أيضا ''عاصمة خام''، غنية بالخام، بكربونات المغنيسيوم، التي هي أساس للاقتصاد الإقليمي.